# Paesi sviluppati
     Paesi sviluppati
     Paesi in via di sviluppo
     Paesi meno sviluppati
     dati non disponibili
     0.800–1.000 (molto alto)
     0.700–0.799 (alto)
     0.550–0.699 (media)
     0.350–0.549 (basso)
     dati non disponibili

Classifiche da parte del Fondo monetario internazionale e l'ONU
Paesi sviluppati
Paesi in via di sviluppo
Paesi meno sviluppati
dati non disponibili

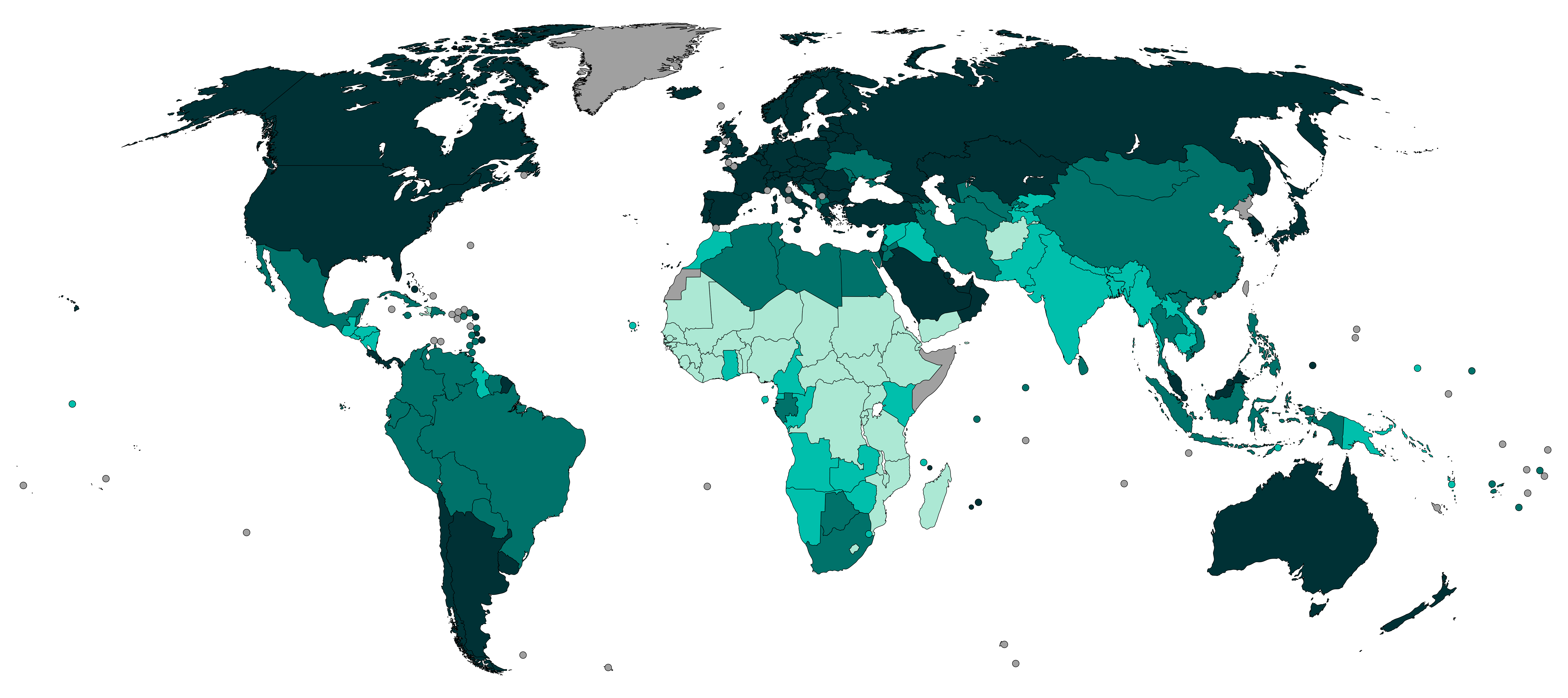
Mappa del mondo in rappresentanza Indice di Sviluppo Umano categorie (in base ai dati 2019, pubblicato nel 2020)
0.800–1.000 (molto alto)
0.700–0.799 (alto)
0.550–0.699 (media)
0.350–0.549 (basso)
dati non disponibili

Si definiscono Paesi sviluppati quegli Stati caratterizzati da economie avanzate, elevati redditi pro capite e un alto indice di sviluppo umano (ISU). In particolare, non tutti i paesi sviluppati hanno un'economia avanzata, così come non tutti i paesi con un'economia avanzata rientrano nella definizione di paesi sviluppati.
I paesi sviluppati hanno generalmente un settore terziario più avanzato rispetto al secondario, ovvero un settore dei servizi che fornisce più ricchezza rispetto a quello industriale. Al contrario, i paesi in via di sviluppo hanno un'economia in via di industrializzazione o pre-industriale e quindi fortemente basata sul settore agricolo. A partire dal 2015, le economie avanzate costituiscono il 60,8% del PIL globale basato su valori nominali e il 42,9% del PIL globale basato sulla parità di potere d'acquisto (PPA) secondo il Fondo monetario internazionale.

## Sinonimi
A volte vengono utilizzati come sinonimi di "Paese sviluppato" le espressioni Paese avanzato e Paese postindustriale. Tuttavia, il termine industrializzato non è sufficiente a definire un paese sviluppato, in quanto questo si distingue anche per un elevato indice di sviluppo umano. Anche il termine Paese avanzato si riferisce a un paese che abbia, oltre ad un ISU molto alto, anche un fortissimo terziario. Tra i paesi avanzati (per esempio quelli del G7) c'è naturalmente anche un'altissima ricchezza accumulata. Il primo Paese industrializzato della storia è stata l'Inghilterra, seguita da Germania, Francia, il resto del Regno Unito ed altri paesi dell'Europa occidentale, tra cui l'Italia. Secondo l'economista Jeffrey Sachs, l'attuale differenza tra Paesi sviluppati e paesi in via di sviluppo è cominciata nel ventesimo secolo.

## Le economie ad alto reddito

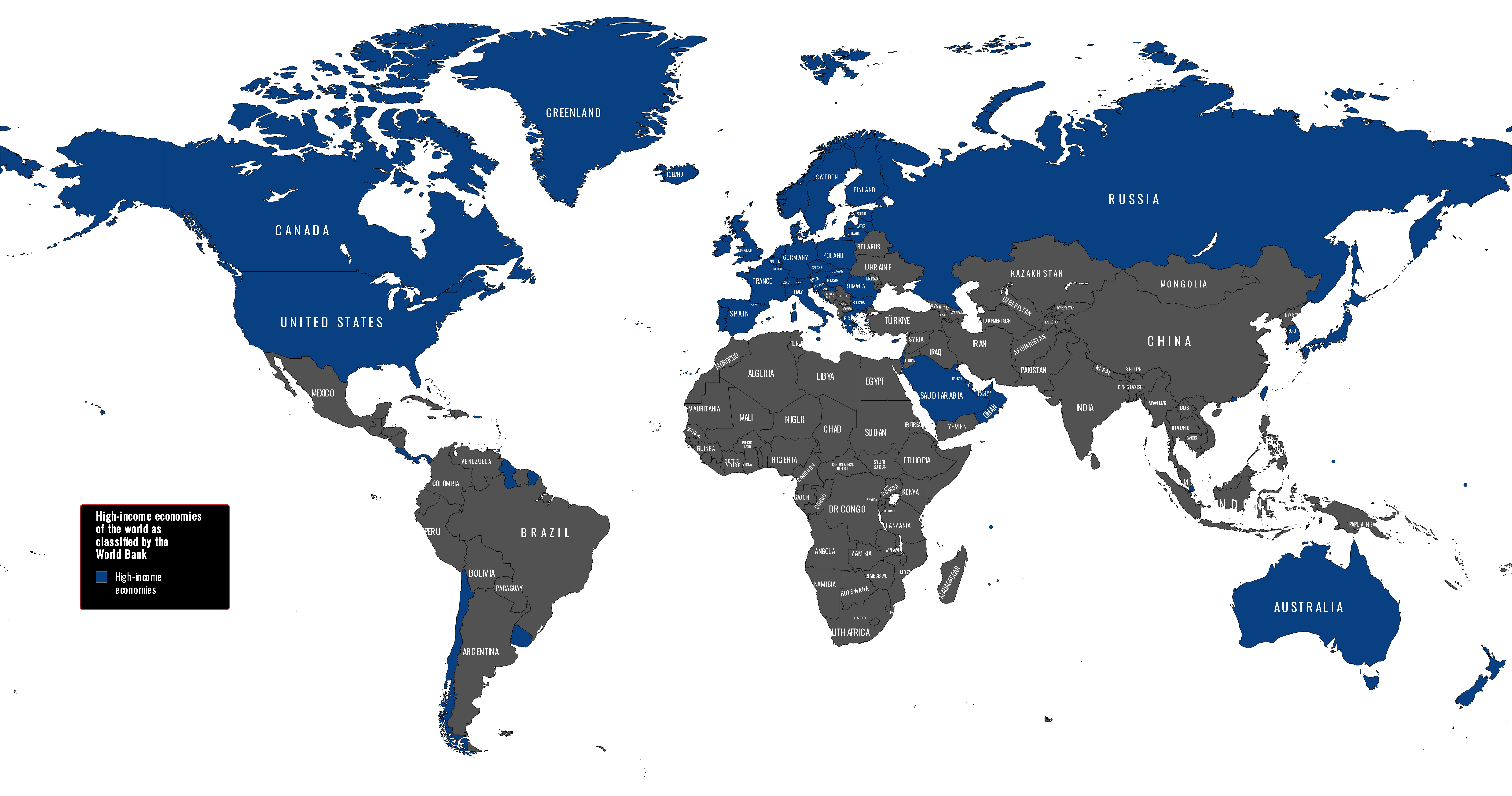
Le economie ad alto reddito della Banca mondiale nel 2023

Paesi membri del Comitato di aiuto allo sviluppo(CAS). Ci sono 29 paesi membri dell'OCSE e l'Unione europea nel Comitato di aiuto allo sviluppo (CAS), un gruppo dei principali paesi donatori del mondo che discute questioni relative agli aiuti allo sviluppo e alla riduzione della povertà nei paesi in via di sviluppo. I seguenti paesi membri dell'OCSE sono membri CAS

Secondo il Fondo monetario internazionale, le seguenti 39 economie sono classificate come "economie avanzate"
Paesi descritti come economie avanzate dal FMI

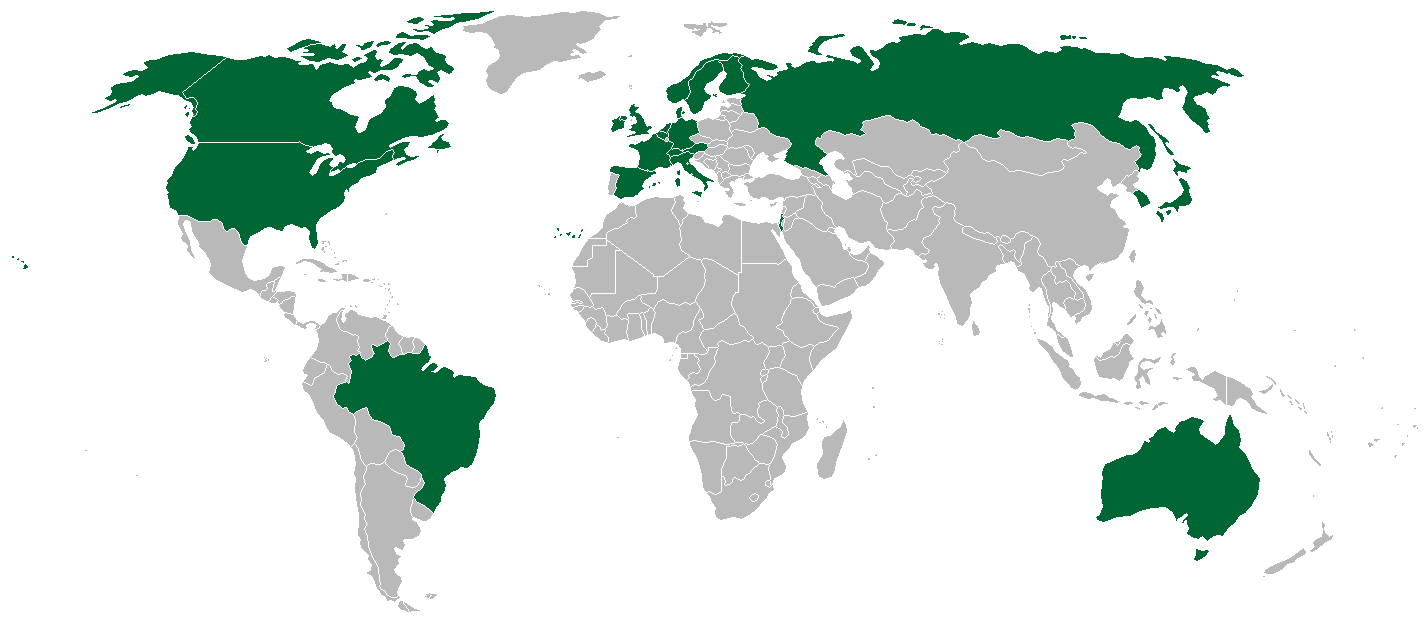
Membri permanenti del Club di Parigi. Ci sono 22 membri permanenti del Club di Parigi (francese : Club de Paris), un gruppo di funzionari dai principali paesi creditori il cui ruolo è quello di trovare soluzioni coordinate e sostenibili alle difficoltà di pagamento da parte dei paesi debitori.